# Cristianesimo in Bahrein

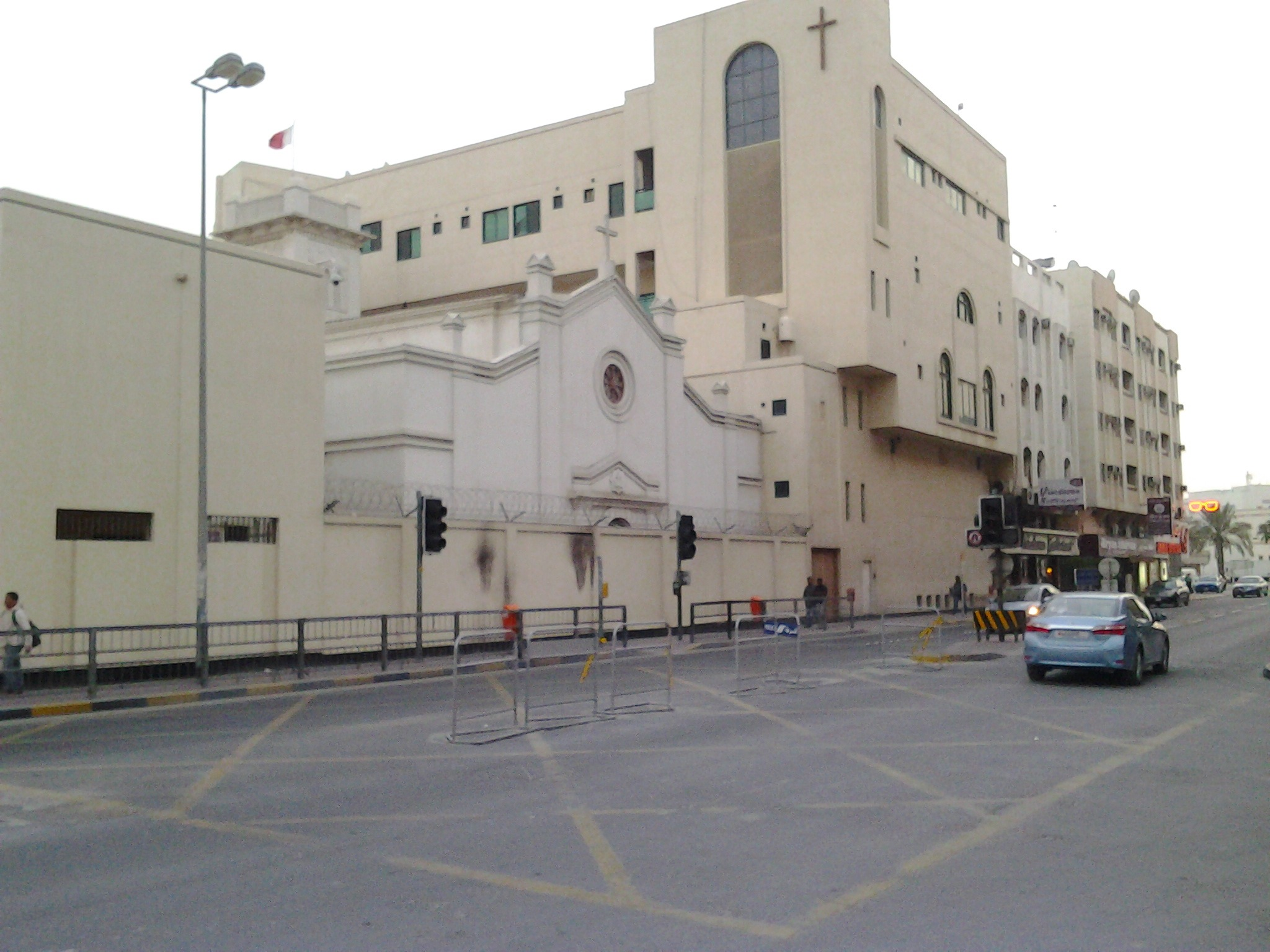
Una chiesa cristiana in Bahrein.

I cristiani in Bahrein costituiscono circa il 10% della popolazione. Il Bahrein ha avuto una comunità nativa cristiana per molti secoli, con la prima presenza registrata risalente al XII secolo. gli espatriati cristiani tuttavia costituiscono la maggioranza dei cristiani residenti oggi nello stato, mentre i nativi cristiani (che detengono cioè la cittadinanza del Bahrein) costituiscono una comunità molto più piccola. Alees Samaan, l'attuale ambasciatore del Bahrein per il Regno Unito, è un nativo cristiano.

## Cristiani nativi
I nativi cristiani che detengono la cittadinanza del Bahrein ammontano a circa mille persone. La maggior parte dei cristiani sono originari dell'Iraq, della Palestina e della Giordania, con una piccola minoranza che ha vissuto in Bahrain per molti secoli; la maggior parte hanno vissuto come cittadini del Bahrein per meno di un secolo. Ci sono anche un numero inferiore di cristiani nativi che originariamente provengono dal Libano, dalla Siria e dall'India.
La maggior parte dei cittadini cristiani del Bahrein tendono a fare capo al Patriarcato greco-ortodosso di Antiochia, la più grande denominazione cristiana esistente nel paese. Essi godono di molti diritti, tra cui uguale libertà religiosa e sociale. Il Bahrain ha membri cristiani nel governo. Bahrain è uno dei due paesi del consiglio di cooperazione del Golfo (CCG) ad avere una popolazione cristiana nativa; l'altro, il Kuwait, ha anch'esso una popolazione cristiana, ma in numero minore, con meno di 400 cittadini kuwaitiani cristiani.
Tra le personalità cristiane native del Bahrein si segnala il reverendo Hani Aziz, pastore della Chiesa Nazionale Evangelica del Bahrein.

## Cristiani espatriati
I cittadini stranieri che vivono e lavorano in Bahrain costituiscono la maggioranza dei cristiani in Bahrain. Essi comprendono persone provenienti dall'Europa, dal Nord e Sud America, dall'Africa, dall'Asia e dal Medio Oriente. Appartengono a diverse chiese cattoliche, ortodosse e protestanti.